# FA Cup 1884/85

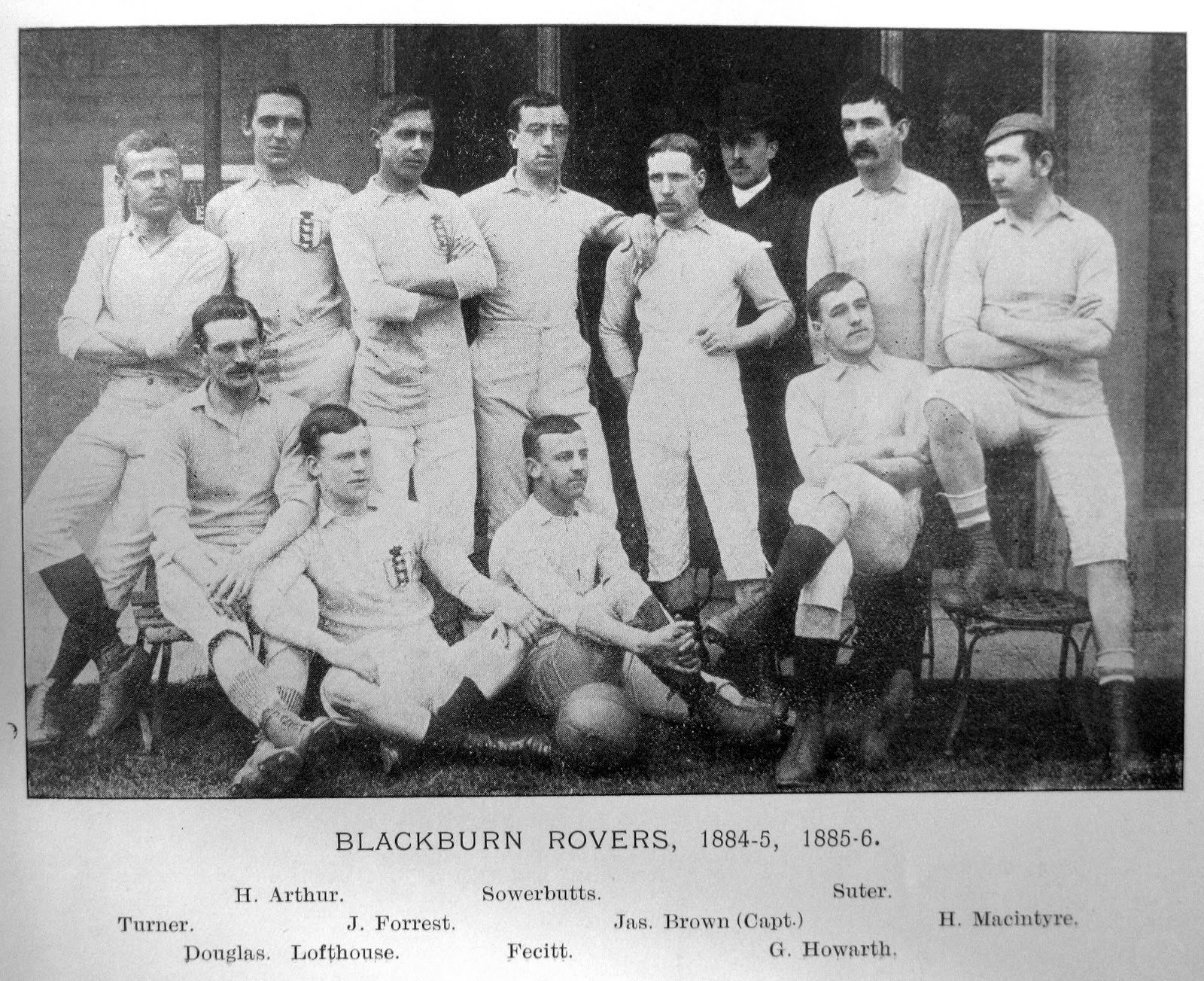
Die Siegermannschaft der Blackburn Rovers (1885).

Der FA Cup 1884/85 war die 14. Austragung des The Football Association Challenge Cup (meist als FA Cup bekannt). Die Pokalsaison begann mit 114 Vereinen, wurde letztlich jedoch nur von 106 Vereinen real ausgespielt.
Der Pokalwettbewerb startete am 11. Oktober 1884 mit der ersten Runde und endete mit dem Finalspiel im Kennington Oval in London am 4. April 1885 vor einer Kulisse von etwa 12.500 Zuschauern. Sieger des Wettbewerbs wurden zum zweiten Mal die Blackburn Rovers. Unterlegener Finalist war wie im Vorjahr der FC Queen’s Park.

## Wettbewerb

### Erste Runde
| Datum             |                         | Ergebnis |                         |
| ----------------- | ----------------------- | -------- | ----------------------- |
| 11. Oktober 1884  | FC Accrington           | [1]3:0   | Southport Central       |
| 11. Oktober 1884  | Blackburn Olympic       | 12:00    | Oswaldtwistle Rovers    |
| 11. Oktober 1884  | Blackburn Rovers        | 11:00    | FC Rossendale           |
| 11. Oktober 1884  | FC Darwen               | 11:00    | FC Bradshaw             |
| 11. Oktober 1884  | Higher Walton           | 1:1      | Darwen Old Wanderers    |
| 11. Oktober 1884  | Lower Darwen            | 4:1      | FC Halliwell            |
| 18. Oktober 1884  | FC Hurst                | 2:3      | FC Church               |
| 18. Oktober 1884  | Wrexham Olympic         | 1:0      | FC Goldenhill           |
| 25. Oktober 1884  | FC Chirk                | 4:2      | FC Davenham             |
| 25. Oktober 1884  | Derby Junction          | 1:7      | West Bromwich Albion    |
| 25. Oktober 1884  | Grantham Town           | 1:1      | Grimsby Town            |
| 1. November 1884  | Aston Unity             | 0:5      | Mitchell’s St. George’s |
| 1. November 1884  | Aston Villa             | 4:1      | Wednesbury Town         |
| 1. November 1884  | Darwen Ramblers         | 1:2      | Fishwick Ramblers       |
| 1. November 1884  | Hull Town               | 1:5      | Lincoln City            |
| 1. November 1884  | Old Foresters           | 8:0      | Hoddesdon Town          |
| 1. November 1884  | Old Westminsters        | 6:0      | Bournemouth Rovers      |
| 1. November 1884  | FC Romford              | 3:2      | FC Clapton              |
| 8. November 1884  | FC Acton                | 1:7      | Old Carthusians         |
| 8. November 1884  | Birmingham Excelsior    | 2:0      | Small Heath Alliance    |
| 8. November 1884  | FC Brentwood            | 2:0      | Barnes FC               |
| 8. November 1884  | Clapham Rovers          | 3:3      | FC Hendon               |
| 8. November 1884  | Crewe Alexandra         | 2:1      | FC Oswestry             |
| 8. November 1884  | Derby County            | 0:7      | Walsall Town            |
| 8. November 1884  | Derby Midland           | 1:2      | Wednesbury Old Athletic |
| 8. November 1884  | FC Druids               | 6:1      | Liverpool Ramblers      |
| 8. November 1884  | FC Dulwich              | 3:2      | FC Pilgrims             |
| 8. November 1884  | Hanover United          | 1:0      | Reading Minster FC      |
| 8. November 1884  | FC Leek                 | 4:3      | Northwich Victoria      |
| 8. November 1884  | Lockwood Brothers       | 0:3      | FC Sheffield            |
| 8. November 1884  | Long Eaton Rangers      | 0:1      | The Wednesday           |
| 8. November 1884  | Luton Wanderers         | 1:3      | Old Etonians            |
| 8. November 1884  | Macclesfield Town       | 9:0      | Hartford St. John’s     |
| 8. November 1884  | FC Maidenhead           | 0:3      | Old Wykehamists         |
| 8. November 1884  | FC Marlow               | 10:10    | Royal Engineers AFC     |
| 8. November 1884  | FC Newark               | 7:3      | FC Spilsby              |
| 8. November 1884  | Nottingham Forest       | 5:0      | Rotherham Town          |
| 8. November 1884  | Notts County            | 2:0      | Notts Olympic           |
| 8. November 1884  | FC Reading              | 2:0      | FC Rochester            |
| 8. November 1884  | FC Redcar               | 3:1      | AFC Sunderland          |
| 8. November 1884  | Sheffield Heeley        | 1:0      | Notts Wanderers         |
| 8. November 1884  | FC South Reading        | 4:1      | Casuals FC              |
| 8. November 1884  | FC Staveley             | 4:1      | Notts Rangers           |
| 8. November 1884  | FC Swifts               | 3:0      | Old Brightonians        |
| 8. November 1884  | FC Uxbridge             | 1:3      | FC Hotspur              |
| 8. November 1884  | Walsall Swifts          | 0:0      | Stafford Road           |
| 8. November 1884  | FC West End             | 3:3      | Upton Park FC           |
| 8. November 1884  | Wolverhampton Wanderers | 0:0      | Derby St. Luke’s        |
| nicht ausgetragen | Bolton Association      |          | Astley Bridge           |
| nicht ausgetragen | FC Chatham              |          | Windsor Home Park       |
| nicht ausgetragen | FC Middlesbrough        |          | Grimsby District        |
| nicht ausgetragen | FC Newtown              |          | Stafford Rangers        |
| nicht ausgetragen | FC Queen’s Park         |          | FC Stoke                |
| nicht ausgetragen | FC South Shore          |          | FC Rawtenstall          |
| nicht ausgetragen | FC Witton               |          | FC Clitheroe            |
| Freilos           | Chesterfield Spital     |          |                         |
| Freilos           | FC Henley               |          |                         |

#### Wiederholungsspiele
| Datum             |                      | Ergebnis |                         |
| ----------------- | -------------------- | -------- | ----------------------- |
| 8. November 1884  | Darwen Old Wanderers | 4:1      | Higher Walton           |
| 8. November 1884  | Grimsby Town         | 1:0      | Grantham Town           |
| 17. November 1884 | Walsall Swifts       | 2:1      | Stafford Road           |
| 22. November 1884 | Derby St. Luke’s     | 4:2      | Wolverhampton Wanderers |
| 22. November 1884 | FC Hendon            | 6:0      | Clapham Rovers          |
| nicht ausgetragen | Upton Park FC        |          | FC West End             |

### Zweite Runde
| Datum             |                         | Ergebnis |                         |
| ----------------- | ----------------------- | -------- | ----------------------- |
| 22. November 1884 | Fishwick Ramblers       | 0:2      | FC Darwen               |
| 22. November 1884 | Southport Central       | 3:1      | Clitheroe Low Moor      |
| 29. November 1884 | FC Chirk                | 4:1      | Wrexham Olympic         |
| 29. November 1884 | Darwen Old Wanderers    | 7:2      | Bolton Association      |
| 29. November 1884 | Hanover United          | 2:1      | Old Foresters           |
| 6. Dezember 1884  | Blackburn Rovers        | 3:2      | Blackburn Olympic       |
| 6. Dezember 1884  | FC Brentwood            | 2:2      | Old Etonians            |
| 6. Dezember 1884  | FC Chatham              | 1:0      | FC Hendon               |
| 6. Dezember 1884  | Derby St. Luke’s        | 0:1      | Walsall Swifts          |
| 6. Dezember 1884  | Grimsby Town            | 3:1      | FC Redcar               |
| 6. Dezember 1884  | FC Hotspur              | 1:2      | Old Wykehamists         |
| 6. Dezember 1884  | Macclesfield Town       | 1:5      | FC Leek                 |
| 6. Dezember 1884  | FC Middlesbrough        | 4:1      | FC Newark               |
| 6. Dezember 1884  | Mitchell’s St. George’s | 2:2      | Birmingham Excelsior    |
| 6. Dezember 1884  | Nottingham Forest       | 4:1      | Sheffield Heeley        |
| 6. Dezember 1884  | Old Carthusians         | 5:3      | FC Marlow               |
| 6. Dezember 1884  | Old Westminsters        | 7:0      | FC Henley               |
| 6. Dezember 1884  | FC Queen’s Park         | 2:1      | Crewe Alexandra         |
| 6. Dezember 1884  | FC Romford              | 3:0      | FC Dulwich              |
| 6. Dezember 1884  | FC Sheffield            | 4:1      | Chesterfield Spital     |
| 6. Dezember 1884  | FC South Shore          | 2:3      | FC Church               |
| 6. Dezember 1884  | FC Staveley             | 0:2      | Notts County            |
| 6. Dezember 1884  | FC Swifts               | 3:2      | FC South Reading        |
| 6. Dezember 1884  | Upton Park FC           | 3:1      | FC Reading              |
| 6. Dezember 1884  | Walsall Town            | 0:2      | Aston Villa             |
| 6. Dezember 1884  | West Bromwich Albion    | 4:2      | Wednesbury Old Athletic |
| 20. Dezember 1884 | FC Newtown              | 1:1      | Druids                  |
| Freilos           | Lincoln City            |          |                         |
| Freilos           | Lower Darwen            |          |                         |
| Freilos           | The Wednesday           |          |                         |
| Freilos           | FC Witton               |          |                         |

#### Wiederholungsspiele
| Datum             |                         | Ergebnis |                      |
| ----------------- | ----------------------- | -------- | -------------------- |
| 20. Dezember 1884 | Mitchell’s St. George’s | 2:0      | Birmingham Excelsior |
| 20. Dezember 1884 | Old Etonians            | 6:1      | FC Brentwood         |
| 27. Dezember 1884 | FC Druids               | 6:0      | FC Newtown           |

### Dritte Runde
| Datum             |                         | Ergebnis |                      |
| ----------------- | ----------------------- | -------- | -------------------- |
| 20. Dezember 1884 | Lower Darwen            | 4:2      | Darwen Old Wanderers |
| 22. Dezember 1884 | Blackburn Rovers        | 5:0      | FC Witton            |
| 3. Januar 1885    | Aston Villa             | 0:0      | West Bromwich Albion |
| 3. Januar 1885    | FC Church               | 10:00    | Southport Central    |
| 3. Januar 1885    | Grimsby Town            | 1:0      | Lincoln City         |
| 3. Januar 1885    | Hanover United          | 0:2      | FC Chatham           |
| 3. Januar 1885    | FC Leek                 | 2:3      | FC Queen’s Park      |
| 3. Januar 1885    | Notts County            | 5:0      | FC Sheffield         |
| 3. Januar 1885    | Old Wykehamists         | 2:1      | Upton Park FC        |
| 3. Januar 1885    | The Wednesday           | 1:2      | Nottingham Forest    |
| 3. Januar 1885    | FC Swifts               | 1:1      | Old Westminsters     |
| 10. Januar 1885   | FC Druids               | 4:1      | FC Chirk             |
| 10. Januar 1885   | Mitchell’s St. George’s | 2:3      | Walsall Swifts       |
| Freilos           | FC Darwen               |          |                      |
| Freilos           | FC Middlesbrough        |          |                      |
| Freilos           | Old Carthusians         |          |                      |
| Freilos           | Old Etonians            |          |                      |
| Freilos           | FC Romford              |          |                      |

#### Wiederholungsspiele
| Datum           |                      | Ergebnis |                  |
| --------------- | -------------------- | -------- | ---------------- |
| 10. Januar 1885 | West Bromwich Albion | 3:0      | Aston Villa      |
| 14. Januar 1885 | Old Westminsters     | 2:2      | FC Swifts        |
| 21. Januar 1885 | FC Swifts            | 2:1      | Old Westminsters |

### Vierte Runde
| Datum           |                      | Ergebnis |                   |
| --------------- | -------------------- | -------- | ----------------- |
| 17. Januar 1885 | Blackburn Rovers     | 8:0      | FC Romford        |
| 17. Januar 1885 | FC Church            | 3:0      | FC Darwen         |
| 17. Januar 1885 | FC Queen’s Park      | 7:0      | Old Wykehamist    |
| 24. Januar 1885 | FC Chatham           | 1:0      | Lower Darwen      |
| 24. Januar 1885 | Old Carthusians      | 3:0      | Grimsby Town      |
| 24. Januar 1885 | Old Etonians         | 5:2      | Middlesbrough     |
| 24. Januar 1885 | FC Swifts            | 0:1      | Nottingham Forest |
| 24. Januar 1885 | Walsall Swifts       | 1:4      | Notts County      |
| 24. Januar 1885 | West Bromwich Albion | 1:0      | FC Druids         |

### Fünfte Runde
| Datum           |                      | Ergebnis |                 |
| --------------- | -------------------- | -------- | --------------- |
| 7. Februar 1885 | FC Chatham           | 0:3      | Old Carthusians |
| Freilos         | Blackburn Rovers     |          |                 |
| Freilos         | FC Church            |          |                 |
| Freilos         | Nottingham Forest    |          |                 |
| Freilos         | Notts County         |          |                 |
| Freilos         | Old Etonians         |          |                 |
| Freilos         | FC Queen’s Park      |          |                 |
| Freilos         | West Bromwich Albion |          |                 |

### Sechste Runde
| Datum            |                      | Ergebnis |                   |
| ---------------- | -------------------- | -------- | ----------------- |
| 14. Februar 1885 | FC Church            | 0:1      | Old Carthusians   |
| 21. Februar 1885 | Notts County         | 2:2      | FC Queen’s Park   |
| 21. Februar 1885 | Old Etonians         | 0:2      | Nottingham Forest |
| 21. Februar 1885 | West Bromwich Albion | 0:2      | Blackburn Rovers  |

#### Wiederholungsspiel
| Datum            |                 | Ergebnis |              |
| ---------------- | --------------- | -------- | ------------ |
| 28. Februar 1885 | FC Queen’s Park | 2:1      | Notts County |

### Halbfinale
Die ersten beiden Spiele wurden am 7. März 1885 und 14. März 1885 sowie das Wiederholungsspiel am 28. März 1885 ausgetragen.
|                   | Ergebnis |                 | Ort        |
| ----------------- | -------- | --------------- | ---------- |
| Blackburn Rovers  | 5:1      | Old Carthusians | Nottingham |
| Nottingham Forest | 1:1      | FC Queen’s Park | Derby      |

#### Wiederholungsspiel
|                 | Ergebnis |                   | Ort       |
| --------------- | -------- | ----------------- | --------- |
| FC Queen’s Park | 3:0      | Nottingham Forest | Edinburgh |

### Finale
| Blackburn Rovers                                   | Blackburn Rovers | FC Queen’s Park | FC Queen’s Park |
| -------------------------------------------------- | --- | --- | --------------- |
| Blackburn Rovers                                   | \| Finale \| \| Samstag, 4. April 1885 in London (Kennington Oval) \| \| Ergebnis: 2:0 (1:0) \| \| Zuschauer: 12.500 \| \| Schiedsrichter: Major Francis Marindin \| \| Spielbericht \| | \| Finale \| \| Samstag, 4. April 1885 in London (Kennington Oval) \| \| Ergebnis: 2:0 (1:0) \| \| Zuschauer: 12.500 \| \| Schiedsrichter: Major Francis Marindin \| \| Spielbericht \|     | FC Queen’s Park |
| Blackburn Rovers                                   | Herby Arthur – Richard Turner, Fergus Suter – George Haworth, Hugh McIntyre, Jimmy Forrest – Joe Sowerbutts, Joe Lofthouse, Jimmy Douglas, Jimmy Brown, Howard Fecitt                   | George Gillespie – Walter Arnott, William McLeod – John Macdonald, Charles Campbell, William Sellar – William Anderson, Ninian MacWhannell, Alexander Hamilton, David Allan, Woodville Gray | FC Queen’s Park |
| Blackburn Rovers                                   | 1:0 Jimmy Forrest (20.) 2:0 Jimmy Brown (72.) | | FC Queen’s Park |
| Finale                                             | | |                 |
| Samstag, 4. April 1885 in London (Kennington Oval) | | |                 |
| Ergebnis: 2:0 (1:0)                                | | |                 |
| Zuschauer: 12.500                                  | | |                 |
| Schiedsrichter: Major Francis Marindin             | | |                 |
| Spielbericht                                       | | |                 |